# Kalkrieser Berg
Der Kalkrieser Berg ist ein bis zu 158 m ü. NHN hoher Höhenzug zwischen Bramsche-Engter und Ostercappeln-Venne (Ostercappeln) in Niedersachsen.

## Lage und Erhebungen
Der überwiegend bewaldete und schildartige Kalkrieser Berg ist ein nördlich dem Hauptkamm vorgelagerter Teil des Wiehengebirges. Nur wenige der Erhebungen sind als markante Berge auszumachen und entsprechend benannt. Höchste Erhebung ist der Venner Berg (158 m ü. NHN) im Nordwesten. Zweithöchste Erhebung ist die Schmittenhöhe (154 m ü. NHN) im Norden des Kalkrieser Berges. Drittthöchster Berg ist der Dornsberg (153 m ü. NHN) im südlichen Teil des Kalkrieser Berges. Im Volksmund wird die Bezeichnung „Schmittenhöhe“ selten genutzt; meist wird dieser nördlichste und wohl markanteste Berg des Höhenzugs als „Kalkrieser Berg“ bezeichnet. „Kalkrieser Berg“ meint in dieser Nomenklatur recht unspezifisch sowohl den Gipfel als auch den gesamten Höhenzug. Die Schmittenhöhe ist der nördlichste Berg des Wiehengebirges; sie liegt rund 4 km nördlich des Hauptkamms.
Im Norden, Osten und Westen der Schmittenhöhe fällt das Gebiet in die Norddeutsche Tiefebene ab. Im Norden nördlich Kalkriese liegt das Große Moor (etwa 47 m ü. NHN) und der im frühen 20. Jahrhundert errichtete Mittellandkanal. Nach Süden markiert ein Oberlauf des Ahrenbachs die Trennung zum Steinberg auf dem Hauptkamm des Wiehengebirges.

## Hydrologie
Im Kalkrieser Berg finden sich die Quellgebiete und Oberläufe von Venner Mühlenbach, Engter Bach, Pelkebach, Kalkrieser Mühlenbach, Neuweddegraben, Venner Bruchkanal und weiteren Gewässern. Der Höhenzug liegt auf der Weser-Ems-Wasserscheide: der Osten entwässert über die genannten Bäche Richtung Weser; der westliche Teil Richtung Ems.

## Tourismus
Zwischen der Schmittenhöhe und Großem Moor haben bei Kalkriese möglicherweise Kämpfe der Varusschlacht zwischen Römern und Germanen stattgefunden. Die in der Fundregion Kalkriese gefundenen Funde werden im Museum und Park Kalkriese gezeigt. Am Rand des Kalkrieser Berges liegen das Gut Vorwalde, das Schloss Neu Barenaue und die Wasserburg Alt Barenaue. Im Park Kalkriese steht ein rund 40 m hoher Aussichtsturm. Auf dem Venner Berg steht der rund 15 m hohe Aussichtsturm „Venner Turm“.
Über die Schmittenhöhe verlaufen der Bersenbrücker-Land-Weg, der Birkenweg, der DiVa Walk und der Mühlenweg am Wiehengebirge. In Ost-West-Richtung queren der Pickerweg und die Via Baltica den Höhenzug. Das Museum in Kalkriese ist Endpunkt des Arminiusweges.